# Samsung Galaxy A02
Das Samsung Galaxy A02 ist ein Einsteiger-Smartphone der Samsung-Galaxy-Reihe, des südkoreanischen Herstellers Samsung Electronics. Das Samsung Galaxy A02 ist in schwarz, blau, rot und grau erhältlich und das Körpermaterial besteht aus Kunststoff. Die Artikelnamen lauten SM-A022F/DS, SM-A022G/DS und SM-A022M/DS.

## Technische Daten

### Hardware
Das Samsung Galaxy A02 verfügt über einen Multi-Touch, ramenlosen, Infinity-V Display bei einem Seitenverhältnis von 19:9.

#### Kamera
Das Samsung Galaxy A02 schießt Bilder bei einer Bildauflösung von etwa 12 MP und filmt bei einer Filmauflösung von etwa 2 MP und einer Bildfrequenz von 30 fps. Der Sensortyp ist CMOS und die Lichtstärke beträgt f/1.9. Das Blitzlicht ist ein LED-Blitz.

### Software
Das Samsung Galaxy A02 ist bei Markteinführung im Jahr 2021 mit Android 10  und One UI Core 2.5 veröffentlicht worden.